# Perissodonta mirabilis
Perissodonta mirabilis is een slakkensoort uit de familie van de Struthiolariidae. De wetenschappelijke naam van de soort is voor het eerst geldig gepubliceerd in 1875 door Smith.